# André Vicentini
André Maurício Vicentini (Bauru, 17 giugno 1977) è un ex giocatore di calcio a 5 brasiliano naturalizzato italiano, campione europeo con la nazionale italiana nel 2003.

## Palmarès

### Club
- Campionato italiano: 2

Prato: 2001-02, 2002-03
- Coppa Italia: 3

Prato: 2001-02, 2003-04
Luparense: 2005-06
- Supercoppa italiana: 2

Prato: 2002, 2003

### Nazionale
- Campionato d'Europa: 1

Italia: 2003